# بند غربی (ویسکانسین)
{{Infobox settlement
|official_name=West Bend, Wisconsin
|settlement_type=شهر
|nickname=
|motto=

|image_skyline=Aerial view of downtown West Bend Wisconsin.jpg
|imagesize=
|image_caption=An Aerial view of downtown West Bend Wisconsin.
|image_flag=
|image_seal=West Bend WI Seal.png

|image_map=WIMap-doton-West Bend.png
|mapsize=250px
|map_caption=Location of West Bend within Wisconsin.
|image_map1=
|mapsize1=
|map_caption1=

|subdivision_type=کشور
|subdivision_name=ایالات متحده آمریکا
|subdivision_type1=ایالت
|subdivision_name1=ویسکانسین
|subdivision_type2=شهرستان
|subdivision_name2=واشینگتن

|government_footnotes=
|government_type=
|leader_title=شهردار
|leader_name=Kraig Sadownikow
|leader_title1=
|leader_name1=
|established_title=ثبت‌شده
|established_date=۱۸۸۵

|unit_pref=Imperial
|area_footnotes=
|area_magnitude=
|area_total_km2=۳۸٫۱۲
|area_land_km2=۳۷٫۷۴
|area_water_km2=۰٫۳۹
|area_total_sq_mi=۱۴٫۷۲
|area_land_sq_mi=۱۴٫۵۷
|area_water_sq_mi=۰٫۱۵

|population_as_of=۲۰۱۰
|population_est=۳۱۵۴۰
|pop_est_as_of=۲۰۱۲
|population_footnotes=
|population_total=۳۱۰۷۸
|population_density_km2=۸۲۳٫۶
|population_density_sq_mi=۲۱۳۳٫۰

|timezone=CST
|utc_offset=-۶
|timezone_DST=CDT
|utc_offset_DST=-۵
|elevation_footnotes=
|elevation_m=
|elevation_ft=۹۳۲
| مختصات = مختصات: قالب‌بندی ناشناخته آرگومان

بند غربی، ویسکانسین (به انگلیسی: West Bend) شهری در شهرستان واشینگتون ایالت ویسکانسین است که در سال ۱۸۸۵ بنیان‌گذاری شده‌است. این شهر طبق سرشماری سال ۲۰۱۰ میلادی ۳۱٬۰۷۸ نفر جمعیت داشته‌است.